# Östra Kölsjön
Östra Kölsjön är en sjö i Nordanstigs kommun i Hälsingland och ingår i Harmångersåns huvudavrinningsområde. Sjön har en area på 0,525 kvadratkilometer och ligger 354,2 meter över havet.

## Delavrinningsområde
Östra Kölsjön ingår i det delavrinningsområde (689749-153594) som SMHI kallar för Utloppet av Östra Kölsjön. Medelhöjden är 395 meter över havet och ytan är 9,05 kvadratkilometer. Det finns inga avrinningsområden uppströms utan avrinningsområdet är högsta punkten. Vattendraget som avvattnar avrinningsområdet har biflödesordning 2, vilket innebär att vattnet flödar genom totalt 2 vattendrag innan det når havet efter 82 kilometer. Avrinningsområdet består mestadels av skog (86 procent). Avrinningsområdet har 0,52 kvadratkilometer vattenytor vilket ger det en sjöprocent på 5,8 procent.